# Euryglossa grisea
Euryglossa grisea är en biart som först beskrevs av Johann Dietrich Alfken 1907.  Euryglossa grisea ingår i släktet Euryglossa och familjen korttungebin. Inga underarter finns listade i Catalogue of Life.